# Saint Vincent és a Grenadine-szigetek hívójelkörzetei
Saint Vincent és a Grenadine-szigetek jelenleg (2024) nincs felosztva hívójelkörzetekre.
Saint Vincent és a Grenadine-szigetek számára az ITU a J8 hívójelprefixet határozta meg.
| Prefix | Körzet | Hely/jelleg                                                           | ITU zóna | CQ zóna | 1 szintű QTH lokátor |
| ------ | ------ | --------------------------------------------------------------------- | -------- | ------- | -------------------- |
| VP     | 2S     | Kivezetve, az Egyesült Királyságtól való gyarmati függés megszűntével | 11       | 8       | FK                   |
| J8     | [0..9] | Saint Vincent és a Grenadine-szigetek                                 | 11       | 8       | FK                   |

## Lajstromjel
Vízi és légi járművek lajstromjelezéséhez a J8 prefixet használják.